# Felice Beato

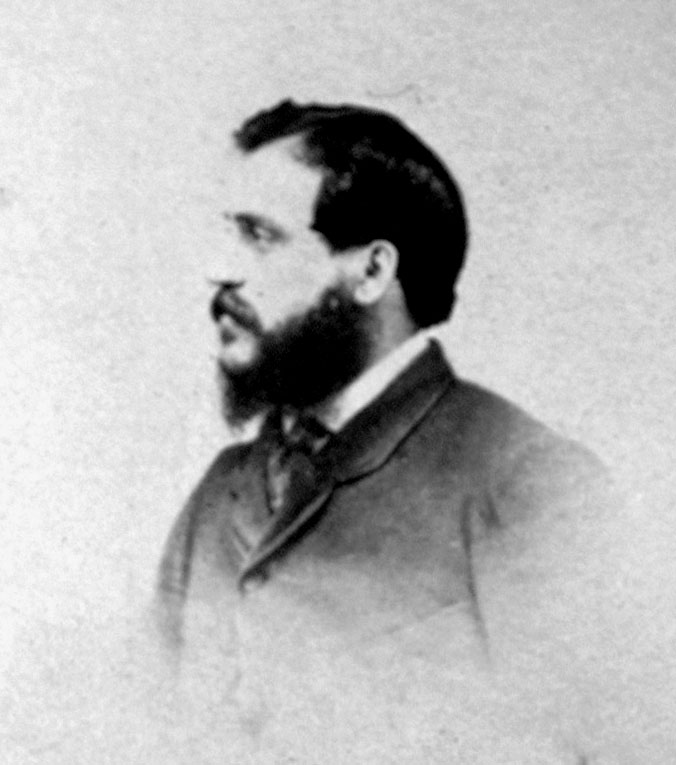
Felice Beato. Självporträtt taget omkring 1866

Felice Beato, född omkring 1833, död 29 januari[källa behövs] 1909, var en italiensk-brittisk fotograf. Han var känd som krigsfotograf i flera av 1800-talets krig samt som landskaps- och porträttfotograf i Asien.
Felice Beatos identitet är något oklar. Han har ibland sammanblandats med sin bror Antonio som var fotograf i Egypten, så att de felaktigt har ansetts vara samma person, och kallats Felice A. Beato. Det är även oklart vilket år han föddes, och ifall det var i Korfu eller Venedig. Han var dock brittisk medborgare.
Beato började sin karriär under 1850-talet, då i samarbete med fotografen James Robertson, hans svåger. Tillsammans var de krigsfotografer i Krimkriget och sepoyupproret, och 1860 fotograferade han själv andra opiumkriget, och även livet i Kina generellt. I Kina träffade han Charles Wirgman, brittisk tecknare och Asienkorrespondent, som övertalade honom att resa till Japan. Wirgman grundade även tidningen Japan Punch, där Beato ofta syntes som karikatyr. År 1863 kom Beato till Yokohama, där han öppnade en studio och bodde i sammanlagt 21 år. Han samarbetade med Wirgman fram till 1869. Trots att han förlorade de foton och negativ han gjort dittills i en brand 1866 lyckades han skapa en ny samling som publicerades under namnet Photographic Views of Japan with Historical and Descriptive Notes efter shogunatets fall 1868. Bilderna i samlingen och deras förklarande texter bredvid av en viss James W. Murray, ger en inblick i tidens japanska samhället, trots att de innehåller flera misstag och till viss del vilar på stereotyper. Åren han bodde i Yokohama sammanföll med Japans omvälvning från det feodala jordbrukssamhället under shogunen till den industriella stormakt som var Meijiperiodens japanska imperium. År 1877 sålde han sin studio till den österrikiske fotografen baron Raimund von Stillfried-Rathenitz, som även sålde Beatos kvarvarande fotografier, tills han själv i sin tur år 1885 sålde studion till Beatos lärjunge Kusakabe Kimbei.
År 1884 lämnade Beato Yokohama, och bodde därefter i korta perioder i andra länder, som Sudan och Burma. Han föreläste i London år 1886 om fotografi, men hans sista kända hemvist var Mandalay i Burma, där han ägde en affär fram till 1907.

## Galleri

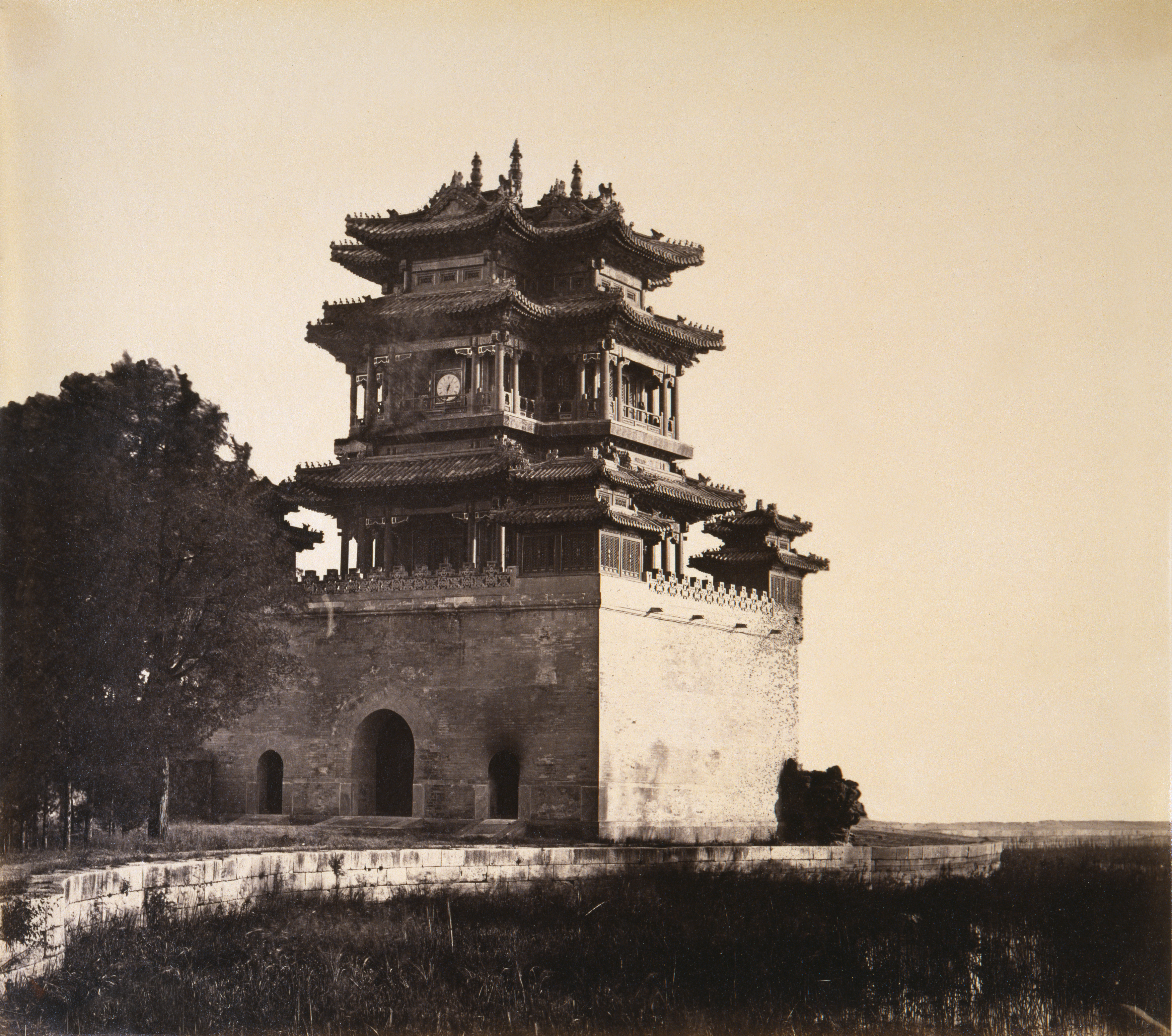
Tempel i Gamla sommarpalatset i Peking, 1860
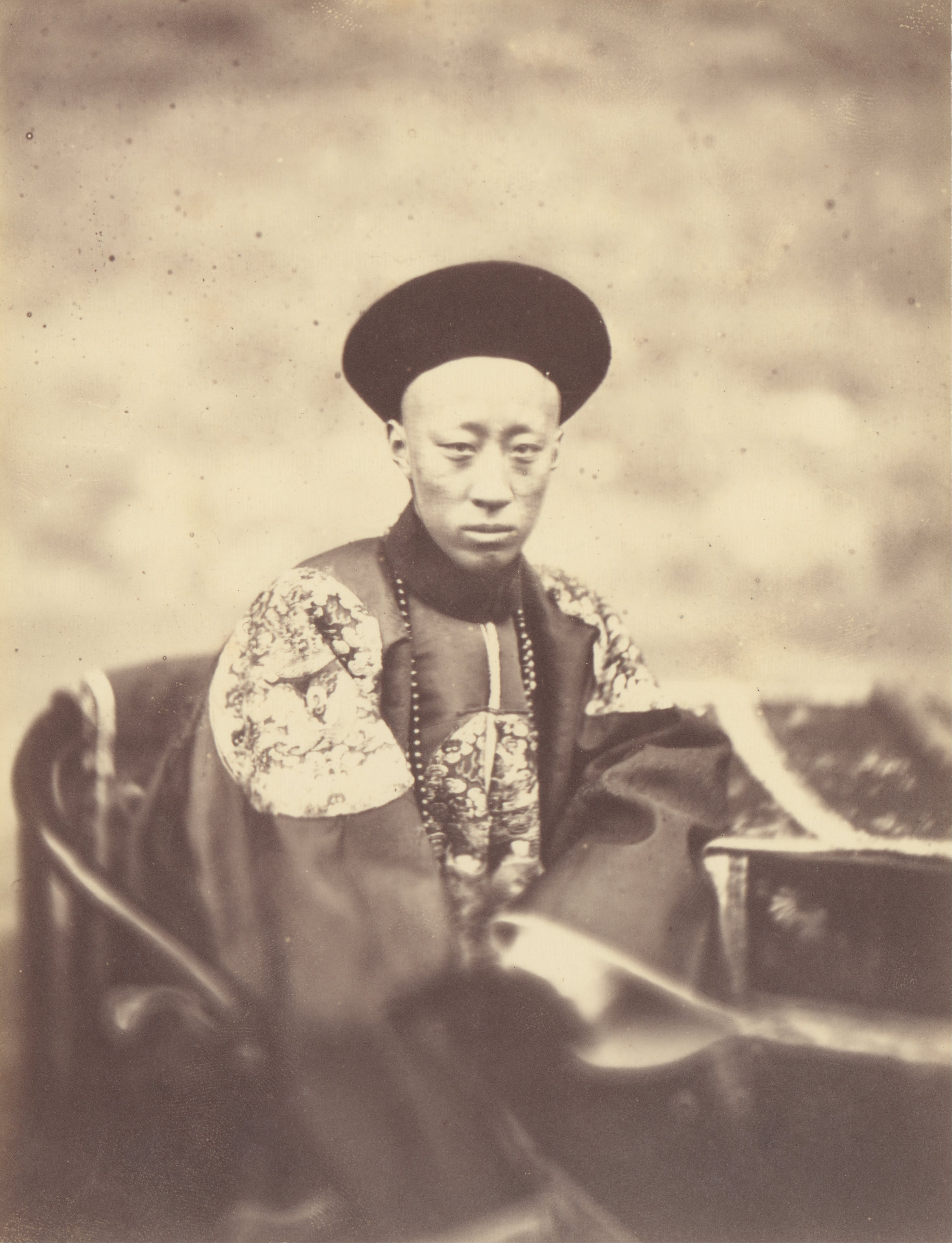
Prins Gong den 2 november 1860 vid Konventionen i Peking
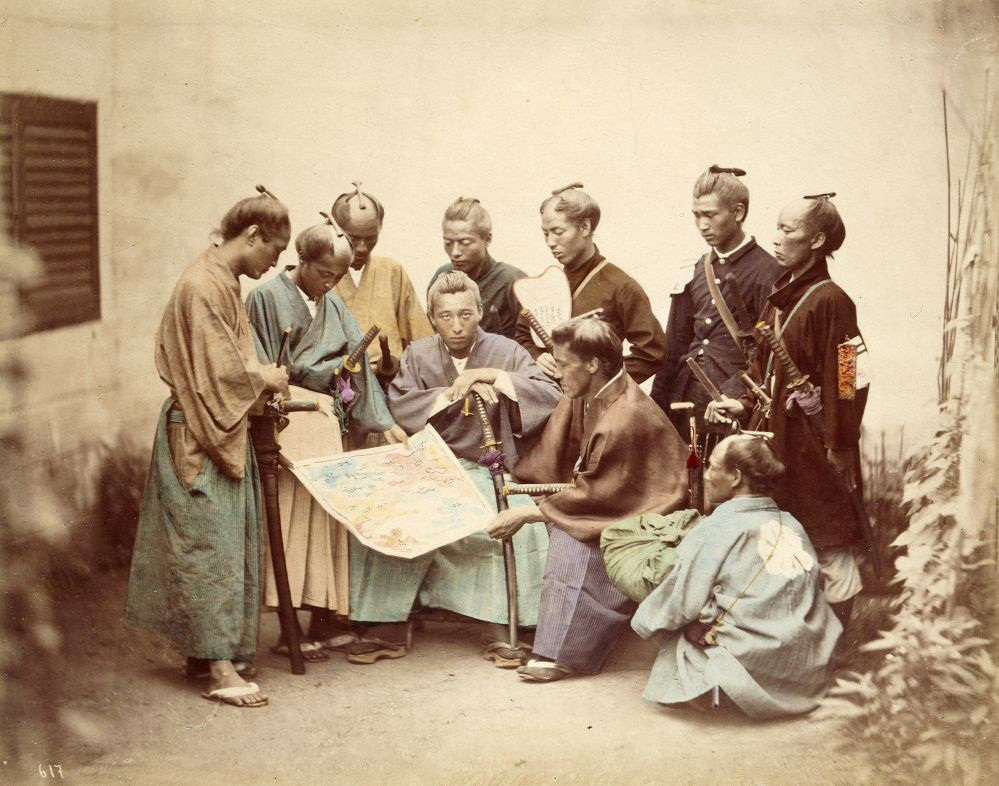
samurajer från Satsuma-klanen under boshinkriget
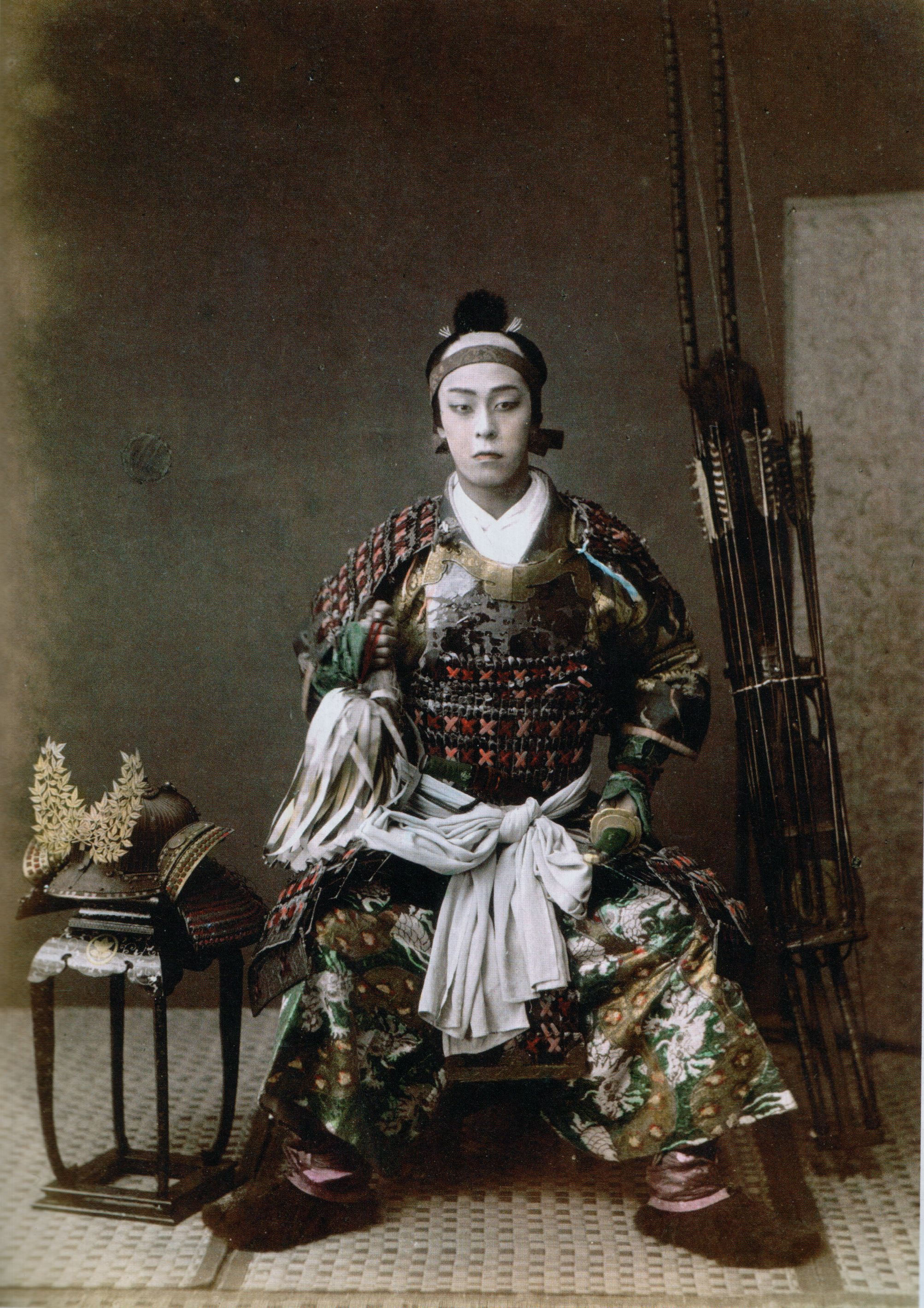
Samuraj, 1867
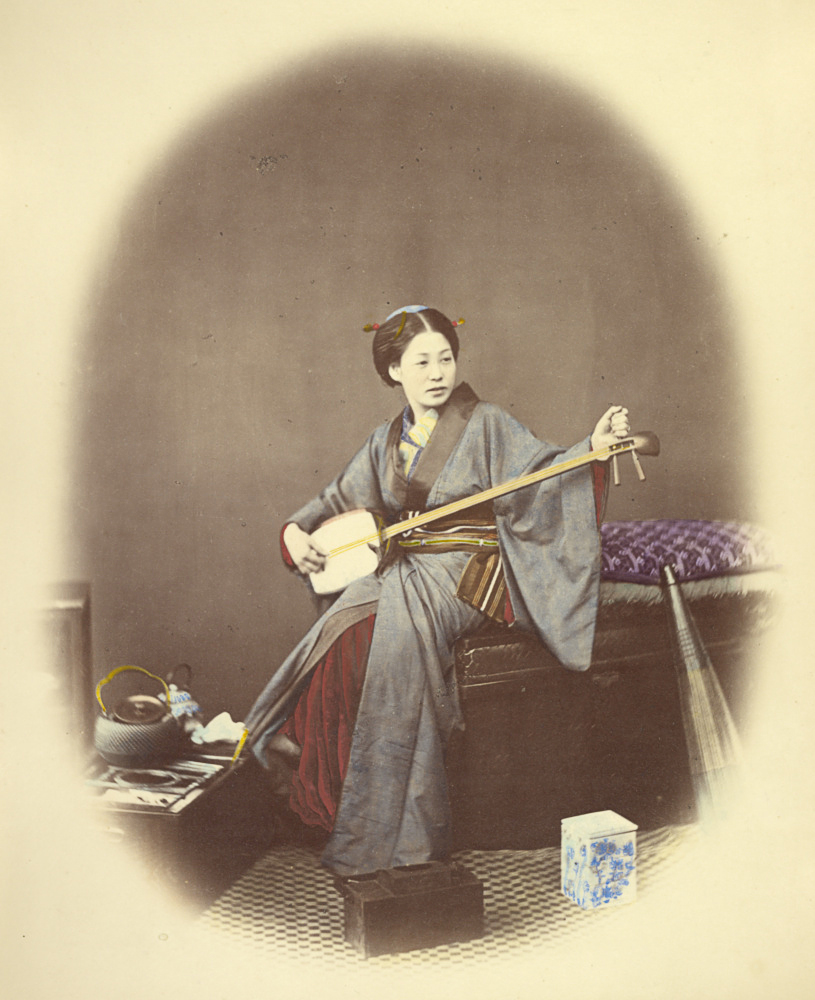
kvinna med shamisen
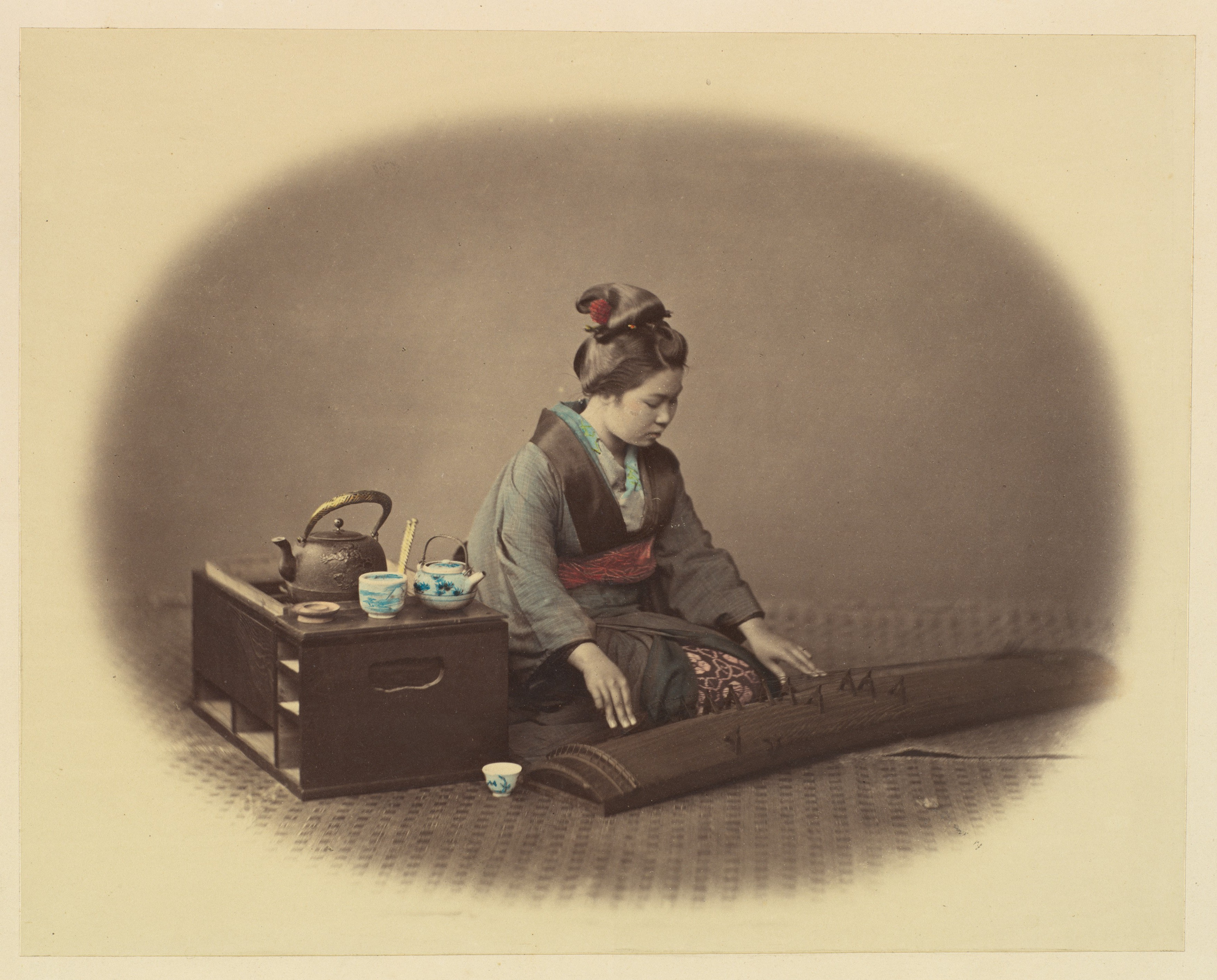
kvinna med teservis och koto
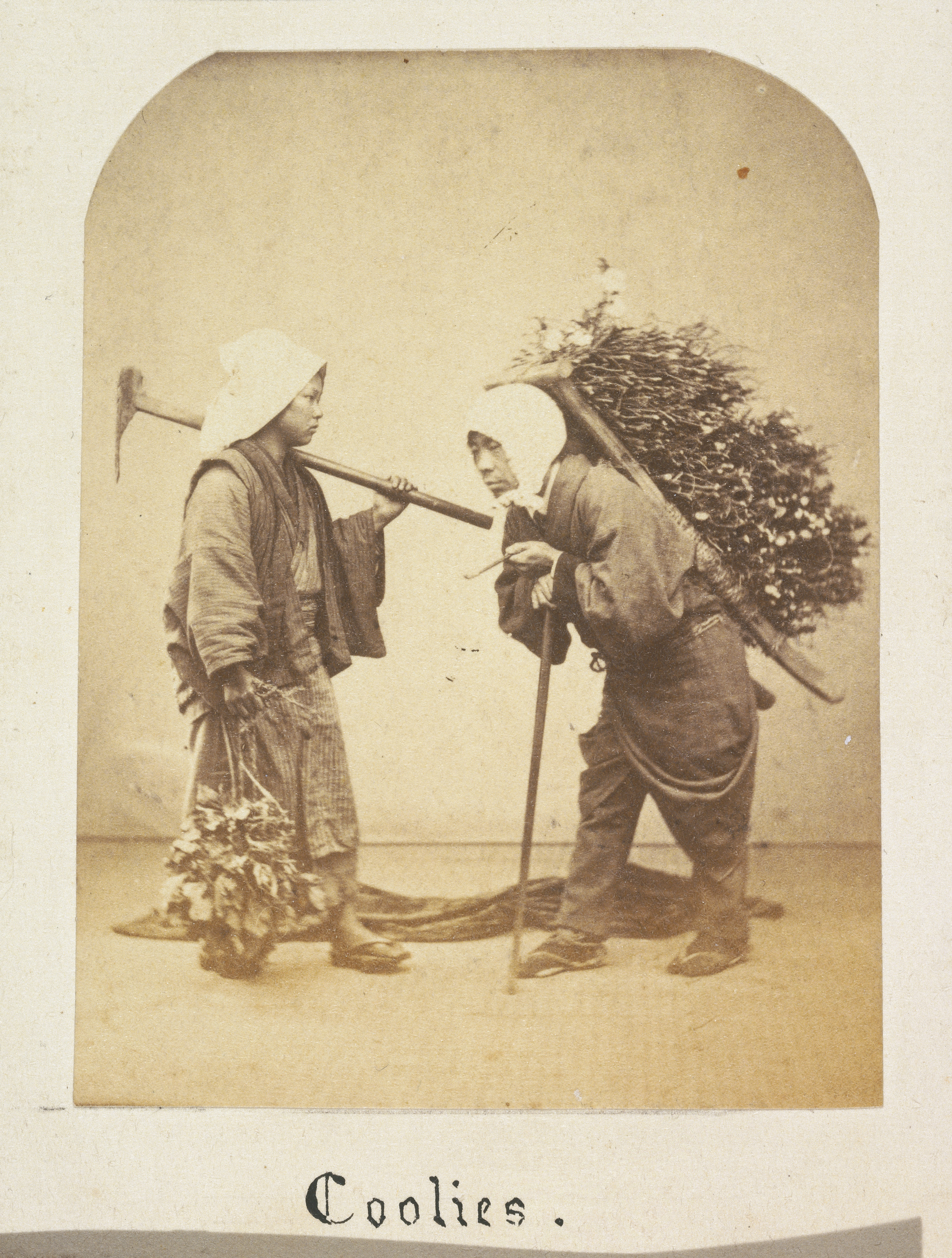
japanska arbetare, s.k. coolies
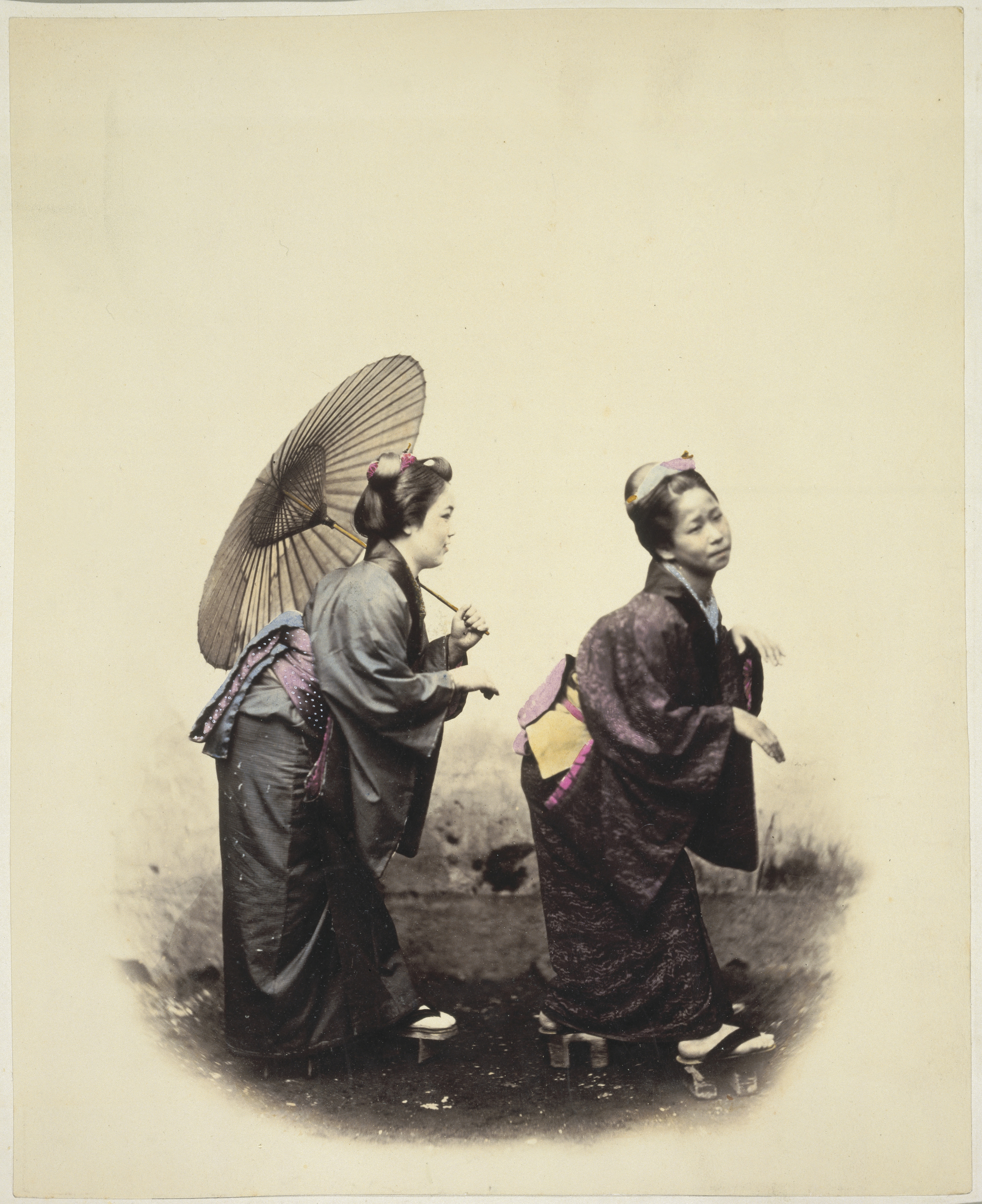
Kvinnor med parasoll
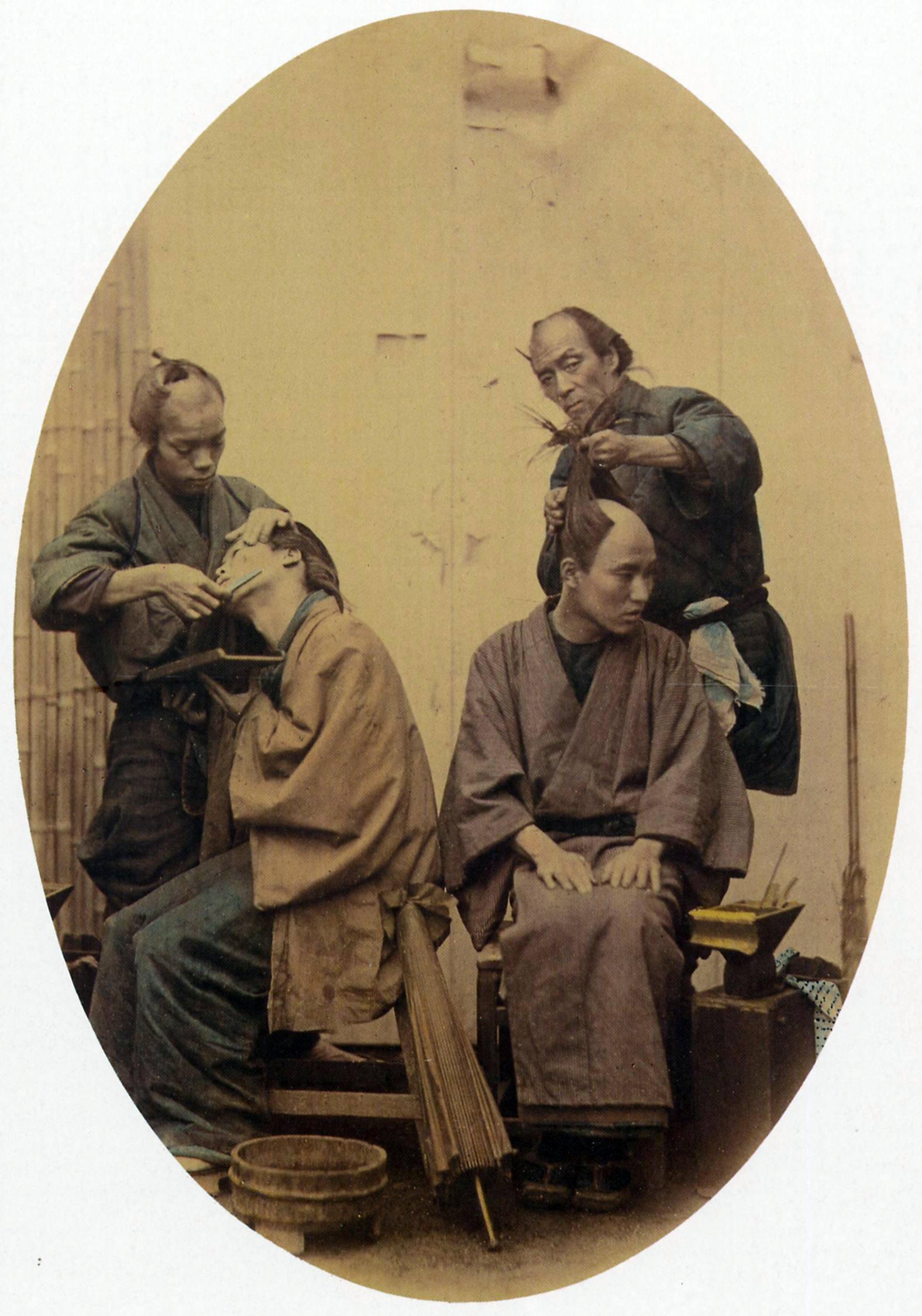
japanska barberare
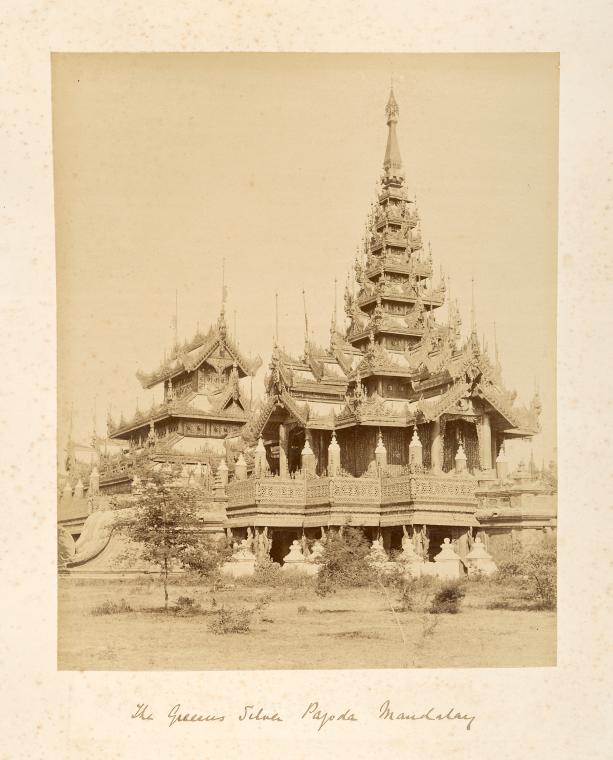
pagoda i Mandalay, 1889